# Scotopteryx griseolineata
Scotopteryx griseolineata là một loài bướm đêm trong họ Geometridae.